# Конюхи (Берестовицкий район)
Конюхи́ (бел. Канюхі) — агрогородок в Берестовицком районе Гродненской области Белоруссии. Административный центр Конюховского сельсовета.

## География
Расположен в 28 км на севере от районного центра Большая Берестовица, в 37 км от областного центра — города Гродно.

## Население
- 1998 год — 321 человек
- 1999 год — 324 человека
- 2009 год — 351 человек

## Инфраструктура
- Средняя школа
- Дом культуры и библиотека
- Отделение связи

## Памятные места
- Памятник землякам в центре агрогородка, поставленный в 1968 году.